# Srocko (województwo wielkopolskie)
Srocko – osada w Polsce położona w województwie wielkopolskim, w powiecie poznańskim, w gminie Stęszew
Do końca roku 2015 miejscowość miała nazwę Srocko Małe.
W latach 1975–1998 miejscowość administracyjnie należała do województwa poznańskiego.